# Zhongfeng Mingben

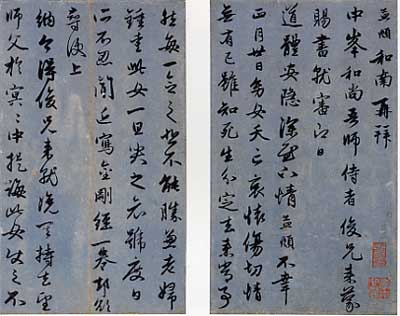
Jeden z sześciu zachowanych listów do Mingbena. Zbiory Muzeum Sztuki Seikadō Bunko w Tokio

Zhongfeng Mingben (chiń. 中峰明本, pinyin Zhōngfēng Míngběn; kor. 중봉명본 Chungbong Myŏngbon; jap. Chūhō Myōhon; wiet. Trung Phong Minh Bản; ur. 1263, zm. 1323) – chiński mistrz chan z okresu panowania dynastii Yuan oraz kaligraf.

## Życiorys
Pochodził z rodziny Sun. Jego dziadek przeniósł się do Qiantang, nowej dzielnicy Lin’an (obecnie Hangzhou), wówczas stolicy Songów. Hangzhou było stolicą do czasów podboju przez Mongołów w roku 1276. Matka Mingbena pochodziła z rodziny Li i zmarła gdy Mingben miał 9 lat. Był najmłodszym z siedmiorga dzieci. Śmierć matki była punktem zwrotnym w jego życiu; porzucił wtedy świeckie wykształcenie i zaczął zgłębiać teksty buddyjskie.
Już jako nastolatek pragnął zostać mnichem i od 15 roku życia przestrzegał „Pięciu wskazań”, które przyjmowali świeccy wyznawcy buddyzmu. W ofierze dla Buddy spalił swój mały palec. Udał się także na medytację na okoliczną górę Lingdong, która była miejscem pobytu słynnego mistrza chan Wumena Huikaia, autora Wumenguan.
Po przezwyciężeniu sprzeciwu ojca, w 1287 roku wziął udział w ceremonii tonsurowej (postrzyżyn) i został nowicjuszem w klasztorze Shizi yuan na górze Tianmu na zachód od Hangzhou. W rok później został już pełnym mnichem. Stał się uczniem surowego i samotniczego mistrza chan Gaofenga Yuanmiao (1238-1295), który przebywał w trudno dostępnym regionie góry Tianmu zwanym Lwim Urwiskiem. Swoje pierwsze oświecenie osiągnął w czasie czytania Diamentowej sutry. Pogłębił je później w czasie obserwowania strumienia. W czasie ceremonii potwierdzającej Mingbena jako spadkobiercę mistrza, otrzymał portret Gaofenga z napisem: „Mój kształt jest niepojmowalny/i żaden z Buddów i patriarchów nie może go zobaczyć./Ja jedynie pozwalam temu niegodnemu synowi/zobaczyć mignięcie połowy mojego nosa”.
Był najbardziej wyróżniającym się uczniem Gaofenga, słynnym z powodu potężnej budowy, i po śmierci mistrza w 1295 roku spodziewano się, że obejmie po nim obowiązki opata klasztoru. Mingben odmówił, tak samo odrzucił inne propozycje objęcia stanowisk opata w innych klasztorach. Związał się natomiast z zakładanymi przez siebie małymi wspólnotami mnisimi (chiń. an) zwanymi „Klasztorami iluzorycznego zamieszkania” (chiń. huanzhu an) Napisał dla nich również reguły praktykowania, do których wykorzystał inne kodeksy reguł monastycznych, ale miał również swoje przemyślenia na ten temat, dlatego różnią się od innych reguł monastycznych tego okresu.
Chociaż Mingben odrzucił tradycyjną karierę mnicha związaną z różnymi buddyjskimi instytucjami, stał się wiodącą postacią ówczesnego życia religijnego i kulturalnego. Należał do linii przekazu mistrza chan Linji Yixuana, która zdominowała chan okresu Song i Yuan. W nauczaniu postępował kierując się naukami mistrza chan Dahui Zonggao, stosował więc metodę kanhua chan – obserwowania kluczowej frazy. Również, jak większość mistrzów chan, kierował się wskazówkami zawartymi w Sutrze doskonałego oświecenia.
Został nauczycielem artysty i męża stanu Zhao Mengfu (1254-1322) i jego żony Guan Daosheng (1263-1319). Dzięki nim zyskał sławę nie tylko w kraju, ale i zagranicą. Jednak jego nauki nie były przekazywane tylko elitom. Nauczał również prostych ludzi, których spotykał w czasie swoich wędrówek.
Odrzucał tytuły i stanowiska, którymi go obdarzano, zamiast nich wybierając okresowe wędrówki i medytacje w odległych rejonach. Cesarz Renzong (仁宗, pan. 1311-1320) po obdarzeniu go tytułem Mistrza Chan Buddyjskiego Współczucia, Doskonałego Oświecenia i Rozległej Mądrości (chiń. Foci yuanzhao guanghui chanshi), spodziewał się, że mistrz obejmie stanowisko opata kluczowego klasztoru, ale Mingben odrzucił zaproszenie.

## Nauki
Mingben propagował praktykę kanhua chan, był więc mocno związany z naukami szkoły linji, zwłaszcza z ideami mistrzów Dahui Zonggao oraz Wumena Huikaia. W swojej pracy Huanzhu Jiaxun określa siebie jako „człowieka iluzji”, maga. Czynił aluzje do mai i naciągaczy, którzy tworzą iluzoryczne rzeczy. Uważał ten świat za całkowicie iluzoryczny, bez żadnej alternatywy. Uczniowie powinni urzeczywistnić, że iluzoryczność występuje wszędzie i powinni nauczyć się działać zgodnie z nią. Jedyną alternatywą dla tego względnego czy też iluzorycznego świata jest prawda absolutna.
Mistrz ten polegał na naukach Sutry doskonałego oświecenia w przezwyciężeniu tej iluzji. Iluzoryczne zjawiska (np. sny itp.) powstają w rzeczywiście czystym umyśle. Ponieważ nie są one same z siebie rzeczywiste, ich zniknięcie nie zmienia tego czystego umysłu. Jednak to zniknięcie jest także iluzoryczne, gdyż umysł jest już pierwotnie oświecony czy też czysty. Dlatego nie można mówić o oświeceniu czy jego braku. Takie stanowisko był niezgodne z podstawowymi naukami buddyzmu. Można to było rozwiązać przez przezwyciężenie rozróżniającego procesu myślenia, który ustanawia takie określenia jak „iluzja” i „prawdziwe”.
Iluzoryczność jest również tworzona przez poleganie na słowach. Dlatego tak ważna była dla niego praktyka Koanowa kanhua chan, która była całkowicie niedyskursywna. Głęboki wgląd był według niego oparty raczej do cielesnym doświadczeniu, a nie dyskryminującym intelekcie.
Również pomocna była praktyka kaligrafii, która także była działaniem ciała, a nie wynikiem rozróżniającego intelektu.
Mingben był jednym z tych mistrzów, którzy łączyli praktykę chan z praktyką Szkoły Czystej Krainy.
Jego dziełem jest praca Huanzhu qinggui z 1317 roku, będąca nowym opracowaniem kodeksu reguł monastycznych. Mingben zauważył, że spada morale i determinacja mnichów w klasztorach i spróbował się temu przeciwstawić. Zarówno osoba mistrza, jak i ten kodeks wywarły wielki wpływ na Musō Sosekiego, który uważał Mingbena za modelowy przykład dla wszystkich mistrzów zen a kodeks reguł mistrza posłużył mu do napisania własnej wersji reguł dla mnichów Rinsen kakun.

## Prace literackie
- Huanxu jiaxun (Rodzinne instrukcje o iluzorycznym zamieszkaniu)
- Huanzhu qinggui
- Zhongfeng heshang guanglu („Obszerne zapiski mnicha Zhongfenga”)

## Linia przekazu Dharmy zen
Pierwsza liczba oznacza liczbę pokoleń mistrzów od 1 Patriarchy indyjskiego Mahakaśjapy.
Druga liczba oznacza liczbę pokoleń od 28/1 Bodhidharmy, 28 Patriarchy Indii i 1 Patriarchy Chin.
Trzecia liczba oznacza początek nowej linii przekazu w danym kraju.
- 45/18. Yangqi Fanghui (992–1049) Szkoła yangqi
  - 46/19. Baiyun Shouduan (1025–1079)
    - 47/20. Wuzu Fayan (1024–1104)
      - 48/21. Yuanwu Keqin (1063–1135)
        - 49/22. Dahui Zonggao (1089–1163)
          - 50/23. Wuji Lepai
          - 50/23. Zishou Miaozong (1095–1170) mistrzyni chan
          - 50/23. Miaodao (bd) mistrzyni chan
          - 50/32. Kaixi Daoqian (bd)
          - 50/23. Zongyuan (bd)
          - 50/23. Zhuo’an Deguang (1121–1203) (także Fozhao)
            - 51/24. Wuji Liaopai (1149-1224)
            - 51/24/1. Dainichi Nōnin (zm. 1194) Japonia; szkoła Darumy
            - 51/24. Bojian Jujian (1164-1246)
              - 52/25. Wuchu Daguan (1201-1268)

            - 51/24. Jingshan Ruyan (zm. 1225)
              - 52/25. Huiyan Zhizhao (bd)

            - 51/24. Mi’an Xianjie (1107–1186)
              - 52/25. Songyuan Chongyue (1139–1209
                - 53/26. Yun’an Puyan (1156–1226)
                  - 54/27. Xutang Zhiyu (1189–1269)
                    - 55/28/1. Nampo Jōmyō (1235–1309) Japonia. Szkoła rinzai.

              - 52/25. Po’an Zuxian (1136–1211)
                - 53/26. Wuzhun Shifan (Yuanzhao) (1177–1249)
                  - 54/27. Wuxue Zuyuan (1226–1286) (także Foguang)
                    - 55/28/1. Kōhō Kennichi (1241–1316) Japonia.
                    - 55/28/1. Kian Soen (1261–1313) Japonia.
                    - 55/28/1. Muchaku (ur. 1243) Japonia. Mniszka
                    - 55/28/1. Hōjō Tokimune (1251–1284) Japonia.
                    - 55/28/1. Ichiō Inkō {1210–1281)Japonia
                    - 55/28. Wu’an Puning (1197–1276)
                      - 56/29/1. Hōjō Tokiyori (1227–1263) Japonia

                    - 55/28/1. Enni Ben’en (1201–1280) Japonia
                    - 55/28. Wanji Xingmi (bd)
                      - 56/29. Yishan Yining (1217–1317)
                        - 57/30/1. Kokan Shiren (1278–1346) Japonia
                        - 57/30/1. Sesson Yūbai (1290–1346) Japonia

                  - 54/27. Xueyan Huilang (bd)
                    - 55/28. Gaofeng Yuanmiao (1238–1295)
                      - 56/29. Pugui Wuwei (bd) mniszka
                      - 56/29/1. Zhongfeng Mingben (1263–1323) Japonia
                        - 57/30. Wenjian Guxin (zm. 1322) mniszka
                        - 57/30. Tianru Weize (1286-1354)
                        - 57/30/2. Kosen Ingen (1295–1374) Japonia

                    - 55/28. Qi’an Zongxin (bd)
                      - 56/29. Shiwu Qinggong (1272-1352)
                        - 57/30. T’aego Poŭ (1301–1382) Korea. Szkoła imje